# Sybra mastersi
Sybra mastersi är en skalbaggsart som beskrevs av Blackburn 1894. Sybra mastersi ingår i släktet Sybra och familjen långhorningar. Inga underarter finns listade i Catalogue of Life.